# 태인 시씨
태인 시씨(泰仁柴氏)는 전북특별자치도 정읍시 태인면을 본관으로 하는 한국의 성씨이다.

## 역사
《고려사》에 시음달(柴音達), 시거운(柴巨雲), 무비(無比) 등이 나타난다.
《세종실록》에 시(柴)가 태산군의 토성 중 하나로 기록되어 있다.
시준무(柴峻茂)가 1504년(조선 연산군(燕山君) 10년) 식년(式年) 생원시에 2등으로 합격했다고 방목에 기록되어 있. 자는 자번(子蕃)이며, 거주지는 태인(泰仁)이다.

## 본관
태인(泰仁)은 전라북도 정읍시 태인면 일대의 지명이다. 
본래 백제의 대시산현(大尸山縣)이었는데, 757년(신라 경덕왕 16년) 대산군(大山郡)으로 고쳤다. 1354년(공민왕 3) 대산군을 태산(太山)으로 고치고 인의(仁義)를 편입하였다. 1409년(태종 9)에 인의현(仁義縣)을 태산현(泰山縣)과 합하여 태인현(泰仁縣)이 되었다. 태산(泰山)의 별칭은 시산(詩山)이며, 속향(屬鄕)으로 능향(綾鄕)이 있었다. 
《세종실록지리지》에 전라도 태인현 태산(泰山)의 토성(土姓)으로 박(朴)·시(柴)·허(許)·전(田)·경(景) 5성이 기록되어 있다.
1896년 전라북도 태인군이 되었고, 1913년에 정읍군 태인면이 되었다.

## 고려 왕실과의 인척 관계
- 고려 충렬왕 후궁(後宮) 무비(無比)

## 인구
2015년 대한민국 통계청 인구주택총조사에서 시(柴)씨는 2,114명으로 조사되었는데, 이 중 태인 시씨 184명, 능향 시씨 940명, 시산 시씨 85명으로 조사되었다. 능향(綾鄕)은 태인(泰仁)의 속향이고, 시산(詩山)은 태인(泰仁)의 별칭이기 때문에 능향 시씨와 시산 시씨는 태인 시씨의 본관 이칭이다. 이 밖에 능양 299명, 능주 158명, 능경 77명인데 능향의 오기로 추정된다.

## 같이 보기
- 절강 시씨